# Clayton (West Yorkshire)
Clayton – wieś w Anglii, w hrabstwie ceremonialnym West Yorkshire, w dystrykcie metropolitalnym Bradford. Leży 18 km na zachód od miasta Leeds i 277 km na północny zachód od Londynu. Miejscowość liczy 15 191 mieszkańców.